# Бандера Ярослава Василівна
Яросла́ва Бандера, до шлюбу Опарівська (14 вересня 1917, Терепча, Львівське воєводство, Польська Республіка — 17 серпня 1977, Торонто, Канада) — українська політична діячка, керівниця жіночої мережі і юнацтва ОУН. Дружина Провідника ОУН Степана Бандери. Членкиня Асоціації українських студентських організацій у Польщі до 1939 р.

## Життєпис
Народилася 14 вересня 1917 року у Терепчі. Батько, о. Василь Опарівський (Опаровський) народився у с. Бонарівка, був греко-католицьким священиком та парохом села Терепча біля Сянока, капеланом Української галицької армії. Загинув у боях під час Польсько-української війни. Похований на військовому кладовищі у Підгайцях. Мати, Юлія Ганківська, була донькою шкільного інспектора, працювала вчителькою і 26 липня 1944 року була застрелена, ймовірно, бойовиками Армії Людової. Похована у с. Бонарівка. Брат Лев був розстріляний німцями в листопаді 1942 р. у Львові .
У 1936 закінчила жіночу гімназію ім. Емілії Плятер у Сяноку, потім середню школу в Коломиї. У школі використовувала прізвище матері — Ярослава Ганковська. Вступила на вищі студії до Технічного університету Львова, де в 1936 році приєдналася до ОУН. 
За участь у студентських маніфестаціях була заарештована в квітні 1939 року у Львові. 1940 року у Кракові познайомилася зі Степаном Бандерою. Шлюб узяли в краківській Церкві Воздвиження Хреста Господнього. Вінчання здійснив священник Степан Граб, свідками були Люба Лемик і молодший брат Степана Бандери Василь Бандера (загинув у 1942 році у нацистському таборі знищення Аушвіц). За свідченнями очевидців, весілля пройшло «скромно і без алкоголю». Через загрозу арешту німцями і після розколу в ОУН на бандерівців і мельниківців, Ярослава переїхала з чоловіком до Варшави, де вони жили під вигаданим гуцульським ім'ям в квартирі, знятій для них Миколою Лебедем. На початку 1941 року повернулися до Кракова і відвідали її рідне місто Сянок.
Після закінчення Другої світової війни разом із донькою та сином опинилася в радянській зоні окупації Німеччини, де вони мешкали під псевдонімами. У 1948—1950 роках родина жила в Баварії в таборі для біженців, а з початку 1950-х — в селі Брайтбрун (Breitbrunn, Баварія, американська зона окупації). У 1954 р. Ярослава Бандера з дітьми переїхала до Мюнхена, де на той час уже жив чоловік.
Після вбивства у 1959 р. чоловіка агентом КДБ Богданом Сташинським, Ярослава з дітьми восени 1960 р. переїхала з Мюнхена до Торонто, де працювала в різних українських організаціях. 
Померла у 59 років 17 серпня 1977 року в Торонто. Похована на цвинтарі Парк-Лон у Торонто.

## Діти
Ярослава Бандера виховала трьох дітей:
- Наталію (26 травня 1941, Сянік — 13 січня 1985, Мюнхен)
- Андрія (16 травня 1946, Мюнхен — 19 липня 1984, Торонто)[3]
- Лесю (27 серпня 1947, Регенсбург — 16 серпня 2011, Торонто)

Онук Ярослави, Степан Андрійович Бандера, прийняв 2010 року найвищу українську нагороду — Орден Держави, надану дідові разом із званням Героя України.